# Encyclia trautmannii
Encyclia trautmannii är en orkidéart som beskrevs av Karlheinz Senghas. Encyclia trautmannii ingår i släktet Encyclia och familjen orkidéer. Inga underarter finns listade i Catalogue of Life.